# Константа на тънката структура
Константата на фината структура, означавана обикновено като {\displaystyle \alpha }, е една от фундаменталните физически константи, която характеризира силата на електромагнитното взаимодействие. Тя е въведена за първи път през 1916 г. от Арнолд Зомерфелд, за да се направят релативистки поправки при описанието на атомните спектрални линии в рамките на модела на атома на Бор. Наричат я също константа на Зомерфелд.
Константата на фината структура е безразмерна величина и числената ѝ стойност не зависи от избраната система единици. Препоръчва се да се използва следната стойност:
{\displaystyle \alpha =7{,}297\;352\;537\;6(50)\times 10^{-3}={\frac {1}{137{,}035\;999\;679(94)}}.}
В системата СИ тя може да бъде определена като:
{\displaystyle \alpha ={\frac {e^{2}}{\hbar c\ 4\pi \varepsilon _{0}}}={\frac {e^{2}}{2\varepsilon _{0}hc}},}
където {\displaystyle \ e} – е елементарният електричен заряд,
{\displaystyle \hbar =h/2\pi } – константа на Дирак (или редуцирана константа на Планк)
{\displaystyle \ c} – скорост на светлината във вакуум,
{\displaystyle \varepsilon _{0}} – диелектричната проницаемост на вакуума.
В система сантиметър-грам-секунда (CGS) единицата за електрически заряд е определена така, че диелектричната проницаемост на вакуума е равна на единица. Тогава константата на фината структура се определя като:
{\displaystyle \alpha ={\frac {e^{2}}{\hbar c}}.}
Константата на фината структура може да бъде определена и като квадрата на отношението на елементарния електричен заряд към заряда на Планк.
{\displaystyle \alpha =\left({\frac {e}{q_{p}}}\right)^{2}.}